# Le Vésinet
Le Vésinet – miejscowość i gmina we Francji, w regionie Île-de-France, w departamencie Yvelines.
Według danych na rok 1990 gminę zamieszkiwało 15 945 osób, a gęstość zaludnienia wynosiła 3189 osób/km² (wśród 1287 gmin regionu Île-de-France Le Vésinet plasuje się na 184. miejscu pod względem liczby ludności, natomiast pod względem powierzchni na miejscu 678.).

## Współpraca
- Oakwood, Stany Zjednoczone
- Unterhaching, Niemcy
- Worcester, Wielka Brytania
- Hunters Hill, Australia
- Villanueva de la Cañada, Hiszpania